# Cymrite
La cymrite è un minerale.